# Julius Cnopf

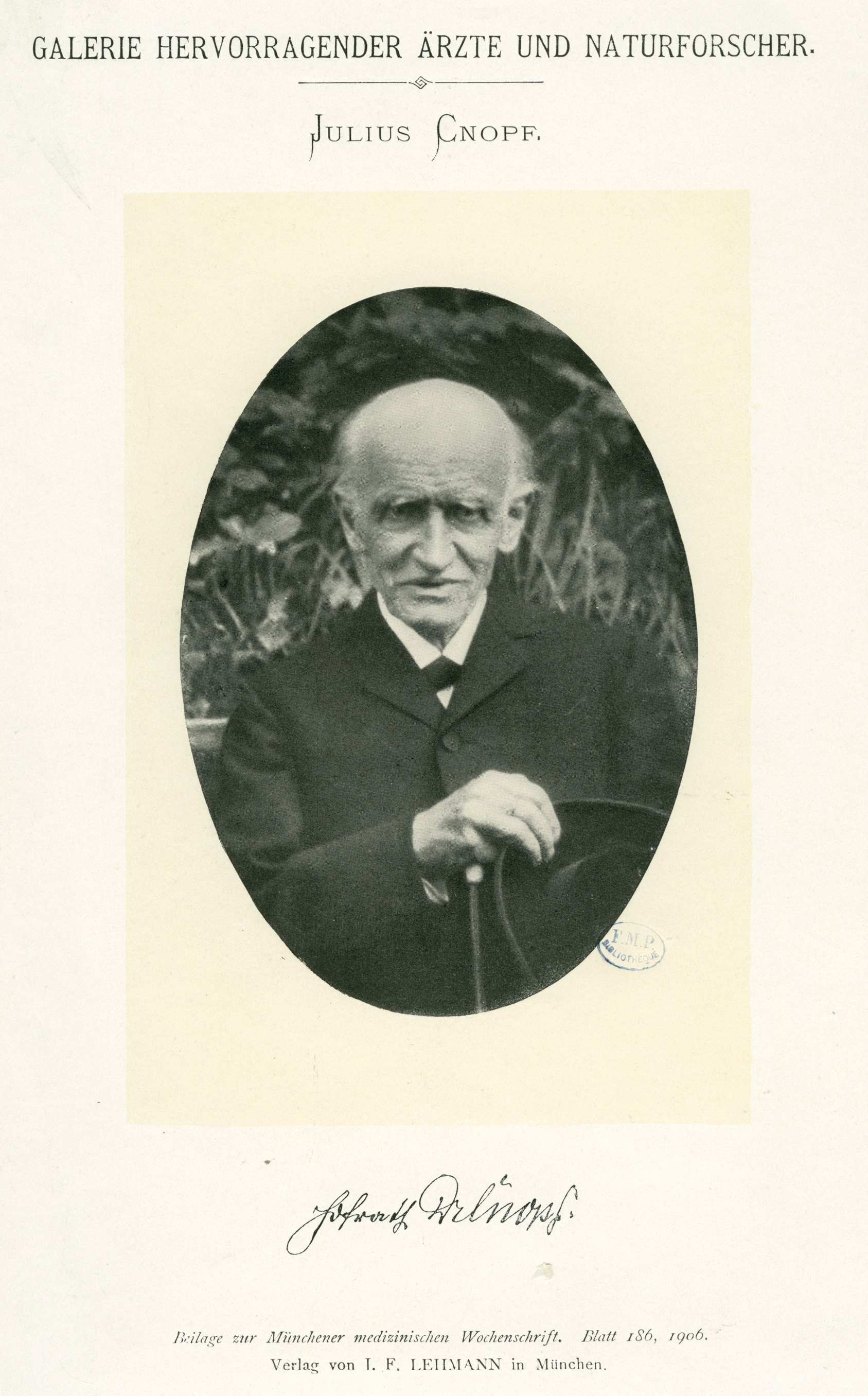
Julius Cnopf (1823–1906)

Julius Christoph Walter Cnopf (* 5. Juli 1823 in Nürnberg; † 20. Januar 1906 ebenda) war ein deutscher Kinderarzt, Kinderchirurg und Autor.

## Leben
Julius Cnopf war der Sohn des Kaufmanns und Privatbankiers Carl Conrad Cnopf und Margarete Ziehl. Er hat sich 1856 mit Johanna Dietz verheiratet, Tochter des angesehenen Arztes und Hofrates Dr. Johann Dietz.
Julius Cnopf studierte Medizin in Erlangen, Berlin und Heidelberg, promovierte am 18. Mai 1849 in Erlangen mit der Schrift Phthise. Er besuchte zur weiteren Ausbildung die Universitäten Prag und Wien. 1851 ließ er sich als Arzt in Nürnberg nieder. Seine ärztliche Betätigung und seine wissenschaftlichen Publizierungen befassten sich mit Kinderkrankheiten, besonders den Erkrankungen in den ersten Lebensjahren.
1863 gründete er zusammen mit zwei weiteren Ärzten eine „Kinderheilanstalt“ in Nürnberg. Cnopf übernahm 1872 die alleinige ärztliche Leitung der durch die Diakonisse Helene Meyer begründeten Klinik. Anliegen des Krankenhauses war die Behandlung armer Kinder, um so die hohe Säuglings- und Kindersterblichkeit in Nürnberg zu senken. Es war die älteste Kinderklinik in Deutschland, aus der später die Cnopfsche Kinderklinik hervorging, benannt nach ihrem ersten Leiter Dr. Julius Cnopf. Als besondere Auszeichnung seiner Verdienste, bekam er den Titel Hofrat verliehen.
1875 gründete er einen Verein für eine neue Kinderklinik und es war seinem Einsatz zu verdanken, dass der Neubau am 6. Dezember 1876 auf der Hallerwiese im Nürnberger Ortsteil St. Johannis eröffnet werden konnte. In den ersten Jahren des Bestehens versorgte diese Kinderklinik jährlich im Durchschnitt 66 kleine Patienten, in den zehn Jahren nach 1886 waren es im Jahresdurchschnitt schon 269 und in dem Jahrzehnt nach 1906 bereits 792. Die Verweildauer der Patienten betrug anfangs rund vier Monate, nahm dann zwar ab, blieb aber immer noch hoch. Allerdings war auch die Sterblichkeit dieser kleinen Kranken sehr hoch, sie lag noch bei 21 Prozent.
Julius Cnopf starb 1906. Er hatte durch seine ärztliche Tätigkeit, seinen unentwegten Einsatz für das Kinderspital und durch seine wissenschaftlichen Arbeiten dazu beigetragen, die damals immer noch hohe Sterblichkeitsrate bei Neugeborenen und Kleinkindern zu senken. Cnopf gilt als Pionier der Pädiatrie und trug viel zur Entwicklung dieses Universitätsfaches bei.
Die Diakonie Neuendettelsau übernahm 1933 die Trägerschaft der Klinik Hallerwiese und 1974 die Trägerschaft der Cnopf’schen Kinderklinik. 1987 kam es zum Zusammenschluss der beiden Kliniken.

## Werke
- Über Hernia incarcerata interna: Inaugural-Abhandlung der medicinischen Facultät in Erlangen / vorgel. von Julius Cnopf, Assistenz-Arzte aus der chirurgischen Klinik zu Erlangen, 1849.
- Historische Mitteilungen über die Wägungen der Neugeborenen : eine Festschrift zur Feier des 50jähringen Doctorjubiläums des ... von Dietz / Cnopf, Julius. - Nürnberg : Sebald, 1875.
- Historische Mitteilungen über die Wägungen der Neugeborenen, Cnopf, Julius – 1875.
- Zur Geschichte des ärztlichen Standes und des ärztlichen Vereinswesens in der Stadt Nürnberg; Denkschrift f. d. 25 jähr. Feier der Begründung des ärztl. Lokalvereines daselbst von u. Jul. Cnopf / Dietz, Johann Simon von / 1877
- Über Ikterus neonatorum, Cnopf, Julius, 1891.
- Geschichte des Aerztlichen Vereins, Cnopf, Julius, 1902.
- Die Abderhalden'sche Reaktion bei Lungentuberkulose, Cnopf, Julius. Frankfurt a. M.: Med. Akad. Verl., 1914